# Vela als Jocs Olímpics d'estiu de 2008
Les competiciones de vela als Jocs Olímpics d'Estiu 2008 es van disputar al Centre de Vela Internacional de Qingdao del 9 al 21 d'agost de 2008.
En total es disputaran 11 proves, quatre en categoria masculina, quatre en categoria femenina i tres en què homes i dones competeixen junts.

## Resultats de les proves de vela

### Proves masculines
| Prova    | Or                                     | Argent                                 | Bronze                                       |
| Windsurf | Tom Ashley                             | Julien Bontemps                        | Shahar Zubari                                |
| Laser    | Paul Goodison                          | Vasilij Zbogar                         | Diego Romero                                 |
| 470      | Austràlia Nathan Wilmot · Malcolm Page | Regne Unit Nick Rogers · Joe Glanfield | França Nicolas Charbonnier · Olivier Bausset |
| Star     | Regne Unit Iain Percy · Andrew Simpson | Brasil Robert Scheidt · Bruno Prada    | Suècia Fredrik Loof · Anders Ekstrom         |

### Proves femenines
| Prova    | Or                                                 | Argent                                                       | Bronze                                                            |
| Windsurf | Yin Jian                                           | Alessandra Sensini                                           | Bryony Shaw                                                       |
| Laser    | Anna Tunnicliffe                                   | Gintarė Volungevičiūtė                                       | Xu Lijia                                                          |
| 470      | Austràlia Elise Rechichi · Tessa Parkinson         | Països Baixos Marcelien de Koning · Lobke Berkhout           | Brasil Fernanda Oliveira · Isabel Swan                            |
| Yngling  | Regne Unit Sarah Ayton · Sarah Webb · Pippa Wilson | Països Baixos Mandy Mulder · Annemieke Bes · Merel Witteveen | Grècia Sofia Bekatorou · Sofia Papadopoulou · Virginia Kravarioti |

### Proves open
| Prova   | Or                                              | Argent                                   | Bronze                                      |
| 49er    | Dinamarca Jonas Warrer · Martin Kirketerp Ibsen | Espanya Iker Martínez · Xabier Fernández | Alemanya Jan Peter Peckolt · Hannes Peckolt |
| Finn    | Ben Ainslie                                     | Zach Railey                              | Guillaume Florent                           |
| Tornado | Espanya Fernando Echavarri · Antón Paz          | Austràlia Darren Bundock · Glenn Ashby   | Argentina Santiango Lange · Carlos Espinola |

## Medaller
| Posició | País            | Or | Argent | Bronze | Total |
| 1       | Regne Unit      | 4  | 1      | 1      | 6     |
| 2       | Austràlia       | 2  | 1      | 0      | 3     |
| 3       | Estats Units    | 1  | 1      | 0      | 2     |
| 3       | Espanya         | 1  | 1      | 0      | 2     |
| 5       | R.P. de la Xina | 1  | 0      | 1      | 2     |
| 6       | Dinamarca       | 1  | 0      | 0      | 1     |
| 6       | Nova Zelanda    | 1  | 0      | 0      | 1     |
| 8       | Països Baixos   | 0  | 2      | 0      | 2     |
| 9       | França          | 0  | 1      | 2      | 3     |
| 10      | Brasil          | 0  | 1      | 1      | 1     |
| 10      | Itàlia          | 0  | 1      | 1      | 1     |
| 12      | Eslovènia       | 0  | 1      | 0      | 1     |
| 12      | Lituània        | 0  | 1      | 0      | 1     |
| 15      | Alemanya        | 0  | 0      | 1      | 1     |
| 15      | Grècia          | 0  | 0      | 1      | 1     |
| 15      | Argentina       | 0  | 0      | 1      | 1     |
| 15      | Suècia          | 0  | 0      | 1      | 1     |
| 15      | Israel          | 0  | 0      | 1      | 1     |
| Total   | Total           | 11 | 11     | 11     | 33    |